# Ni-chōme, Shinjuku

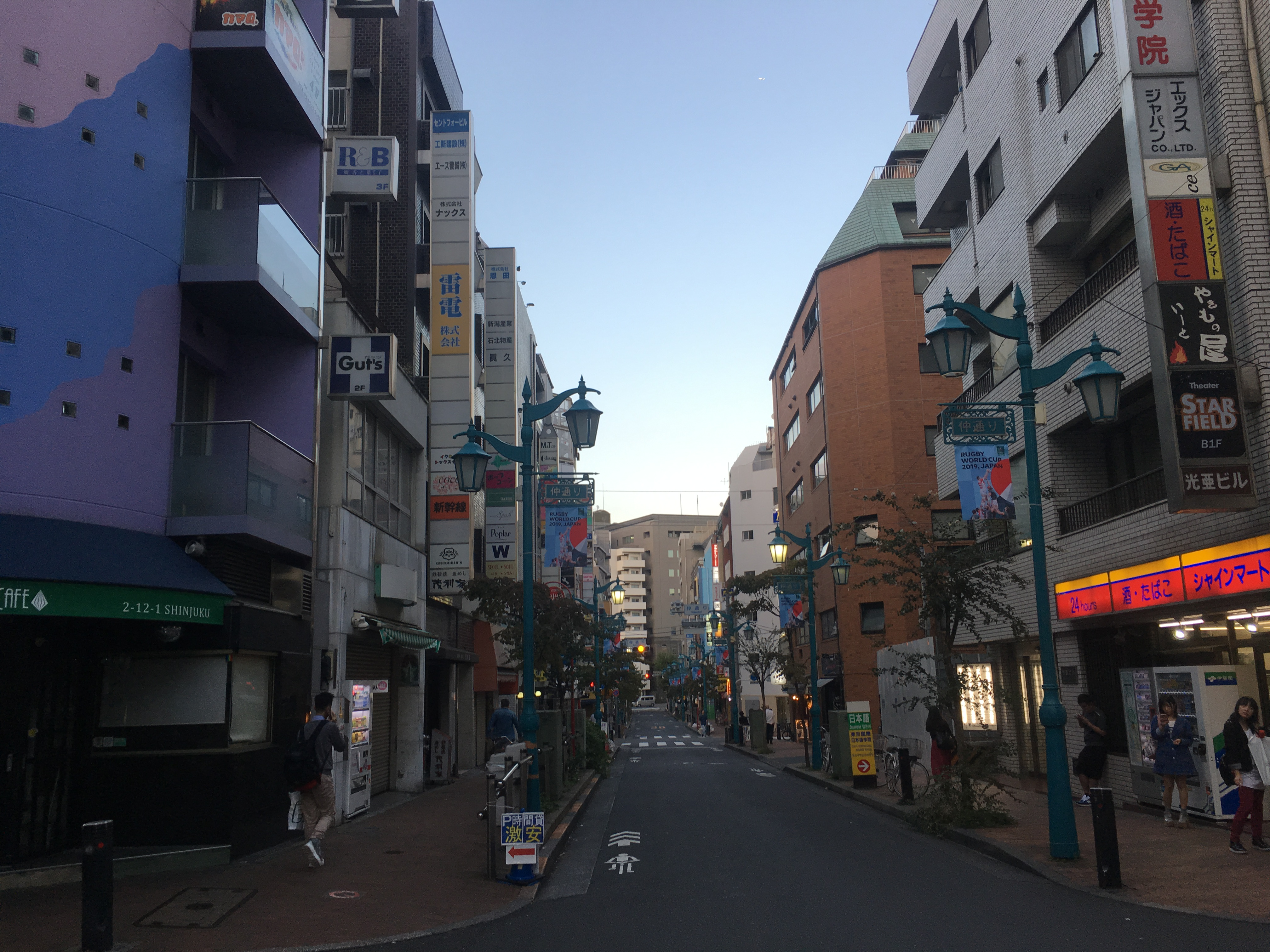
Ni-chōme, tháng 10 năm 2019

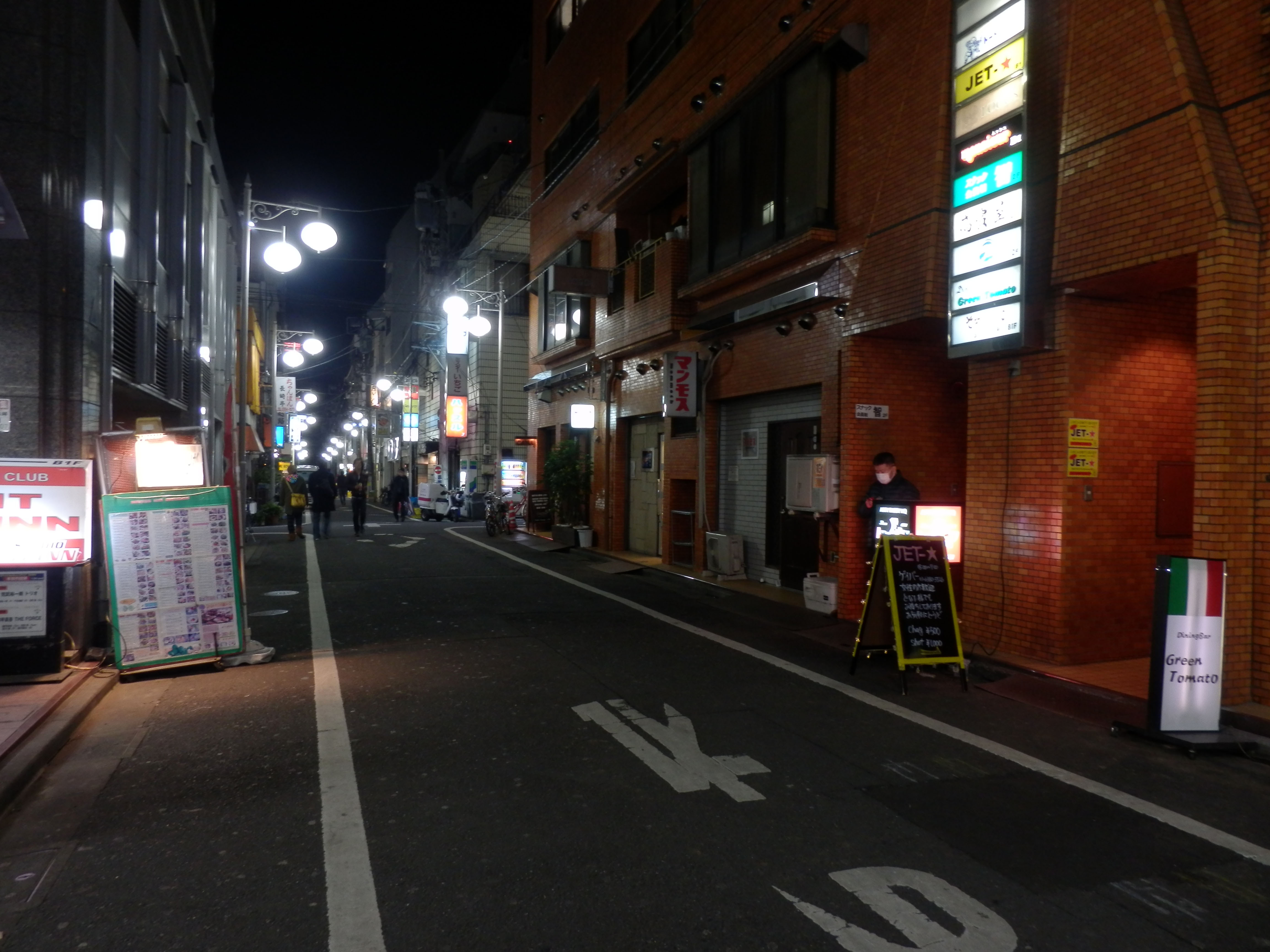
Ni-chōme buổi tối tháng 1 năm 2013

Ni-chōme ( 新宿二丁目 ) hay ngắn gọn là Nichō, là Khu 2 của quận Shinjuku, một trong những quận đông đúc và nhộn nhịp nhất trong số 23 khu đặc biệt của thành phố Tokyo, Nhật Bản. Ni-chōme nổi tiếng là địa điểm tập trung nhiều cửa hàng và các hoạt động giải trí dành cho cộng đồng LGBT.
Phố Ni-chōme nằm gần trạm tàu Shinjuku và là một trong những địa điểm có mật độ cửa hàng đồng tính cao nhất thế giới, bao gồm các quán bar, nhà hàng, phòng tắm hơi, khách sạn, nhà nghỉ cruising (hattenba), club, cửa hàng sách, đồ lưu niệm. Hầu hết các quán bar ở đây phục vụ cả người nước ngoài, tuy nhiên một số chỉ chấp nhận người dân địa phương và là khách quen. Một vài cửa hàng không tiếp nhận người nước ngoài kể cả biết tiếng Nhật.